# Associazione Sportiva Ambrosiana-Inter 1935-1936
Questa voce raccoglie le informazioni riguardanti l'Associazione Sportiva Ambrosiana-Inter nelle competizioni ufficiali della stagione 1935-1936.

## Stagione
Reduce da un titolo mancato in favore della Juventus, l'Ambrosiana-Inter cominciò con maggior difficoltà il campionato successivo ottenendo nel derby milanese del 29 settembre 1935 l'unico punto del sofferto avvio: raggiunta solamente in ottobre la prima vittoria, i meneghini conclusero il torneo in quarta posizione grazie anche alla prolificità di un Meazza laureatosi cannoniere con 25 gol.
Nella memoria storica rimase impresso un aneddoto relativo all'asso, il quale si era appartato in compagnia di alcune donne la notte precedente alla gara coi summenzionati bianconeri del 17 novembre 1935 presentandosi allo stadio pochi minuti prima del fischio d'inizio (sebbene altre fonti affermino che un dirigente societario lo abbia rintracciato per condurlo alla partita in automobile): una sua tripletta contribuiva al successo per 4-0, mentre le rivali si sarebbero poi incrociate anche in Coppa Italia con passaggio del turno arriso ai sabaudi.

## Rosa
| N. |                      | Ruolo | Calciatore          |
| -- | -------------------- | ----- | ------------------- |
|    | Italia (bandiera)    | P     | Carlo Ceresoli      |
|    | Italia (bandiera)    | P     | Valentino Degani    |
|    | Italia (bandiera)    | D     | Giuseppe Ballerio   |
|    | Italia (bandiera)    | D     | Ferruccio Ghidini   |
|    | Italia (bandiera)    | D     | Giovanni Vincenzi   |
|    | Uruguay (bandiera)   | D     | Ernesto Mascheroni  |
|    | Italia (bandiera)    | C     | Giovanni Ferrari    |
|    | Italia (bandiera)    | C     | Valentino Sala      |
|    | Italia (bandiera)    | C     | Armando Castellazzi |
|    | Argentina (bandiera) | C     | Attilio Demaria     |

| N. |                      | Ruolo | Calciatore          |
| -- | -------------------- | ----- | ------------------- |
|    | Uruguay (bandiera)   | C     | Ricardo Faccio      |
|    | Italia (bandiera)    | C     | Natale Masera       |
|    | Italia (bandiera)    | C     | Alfredo Pitto       |
|    | Italia (bandiera)    | A     | Giuseppe Meazza     |
|    | Italia (bandiera)    | A     | Piero Antona        |
|    | Italia (bandiera)    | A     | Eligio Vecchi       |
|    | Argentina (bandiera) | A     | Alfredo De Vincenzi |
|    | Uruguay (bandiera)   | A     | Roberto Porta       |
|    | Argentina (bandiera) | A     | Juan Rizzo          |